# Lisa Mathison
Lisa Mathison, née le 31 janvier 1985 à Brisbane, est une coureuse cycliste australienne, spécialiste du VTT.

## Palmarès en VTT

### Jeux olympiques
- Athènes 2004
  - 10e du cross-country

### Championnats du monde
- Kaprun 2002
  -  Championne du monde de cross-country juniors
- Lugano 2003
  -  Championne du monde de cross-country juniors

### Coupe du monde
Coupe du monde de cross-country
- 2003 : 43e du classement général[1]
- 2004 : 14e du classement général[2]

### Championnats d'Océanie
- 2004
  -  Championne d'Océanie de cross-country
- 2017
  -  Médaillée d'argent de la descente

### Championnats nationaux
- 2001
  -  Championne d'Australie de cross-country juniors
- 2002
  -  Championne d'Australie de cross-country juniors
- 2003
  -  Championne d'Australie de cross-country
- 2004
  -  Championne d'Australie de cross-country
  -  Championne d'Australie de cross-country marathon
- 2006
  -  Championne d'Australie de cross-country espoirs
- 2013
  - 3e de la descente
- 2016
  - 2e de la descente

## Distinctions
- Espoir féminin de l'année aux Australian Sport Awards : 2003